# Медвежий (остров, Новосибирск)
Медвежий — остров на реке Оби. Расположен напротив Кудряшовского дачного посёлка (с западной стороны), Заельцовского района Новосибирска и села Мочище (с восточной стороны). К югу от Медвежьего находится остров Кудряш.

## Растительность
Территория острова занята лесом и кустарниками.

## Территориальный конфликт
На генплане Новосибирска 1968 года было предусмотрено включение Медвежьего острова (вместе с расположенным рядом островом Кудряш) в черту Новосибирска, а в 1980-х годах Медвежий и Кудряш вошли в состав города.
В 2001 году по решению городского Совета об утверждении границ города часть Медвежьего острова и расположенный близ него остров Кудряш стали частью Ленинского района Новосибирска. Однако уже в 2002 году при формировании границ Новосибирской области Медвежий по технической ошибке (вместе с островом Кудряш) был включён в состав областной территории.
В 2008 году городские депутаты подготовили обращение к губернатору Новосибирской области, а также к Новосибирскому облсовету о возвращении островов Кудряш и Медвежий Новосибирску, но в этом же году прокурор Новосибирска запретил новосибирской мэрии использовать земельные участки островов Медвежий и Кудряш.

## Туризм
Медвежий остров известен как место отдыха жителей Новосибирска. Кроме того, остров пользуется популярностью у рыболовов.